# Иртишки район
Иртишки район (на казахски: Ертіс ауданы) е съставна част на Павлодарска област, Казахстан, с обща площ 10 190 км2 и население 16 070 души (по приблизителна оценка към 1 януари 2020 г.).
Административен център е село Иртишск.